# Homoneura legnota
Homoneura legnota är en tvåvingeart som beskrevs av Kim 1994. Homoneura legnota ingår i släktet Homoneura och familjen lövflugor. Inga underarter finns listade i Catalogue of Life.